# Enytus obliteratus
Enytus obliteratus là một loài tò vò trong họ Ichneumonidae.